# Лерински конак
Леринският конак или Леринската съдебна палата (на турски: Konak, на гръцки: Δικαστικό Μέγαρο) е обществена сграда, една от архитектурните забележителности на западномакедонския град Лерин, Гърция.

## Местоположение
Разположена е на улица „Мегас Александрос“ № 113 и „Дикеосини“, срещу стария хамам и до Номархията. На малко разстояние е старят Лерински затвор, в който се помещава Районният съд.

## История
Построена е в 1906 – 1907 година при каймакамина Тахсин Узер от архитекта Георги ефенди и струва 260 000 пиастра. След като Лерин попада в Гърция, продължава да се използва за кметство от новия кмет Стерьо Сапунджиев. От 1924 година в нея е разположен местният съд. Сградата е реставрирана.

## Описание
Сградата има размери 24,15 m x 20,30 m и е богато декорирана. Има много отвори, докато ъглови камъни на приземния етаж и фалшиви колони на първия етаж подчертават краищата на четирите ъглови издатини на сградата. Хоризонтални декоративни рамки разделят етажите. На централната фасада фронтонът и обрамчването му с фалшиви колони образуват оста на симетрия на отворите на сградата.
Типологията на сградата се характеризира с периметърно разположение на залите, докато коридорът, свързващ пространствата, минава успоредно на помещенията. Като част от радикалното обновяване на сградата през 1990 - 1991 година е запазена само оригиналната обвивка, докато интериорът претърпява цялостно преустройство, което напомня за оригиналната типология.